# Битка код Новаре
Битка код Новаре била је једна од битака између Аустријског царства и Краљевине Пијемонт-Сардиније за време Првога рата за италијанску независност. Битка је трајала цели 22. март 1849. и завршила је 23. марта тешким поразом пијемонтске (сардинијске) војске.
Примирје између Аустрије и Сардиније постигнуто 1848. трајало је мање од седам месеци. Краљ Карло Алберт одбацио је примирје 12. марта 1849. Аустријска војска је преузела иницијативу у Ломбардији. Под командом фелдмаршала Јозефа Радецкога аустријска војска је заузела град тврђаву Мортару. Заузимање Мортаре довело је до битке између аустријске и пијемонтске војске код Новаре, 45 километара западно од Милана. Аустрија је имала мање војника, али много боље организованих. У бици је учествовало 70.000 аустријских војника против 85.000 пијемонтских војника. Аустријанци су нанели тежак пораз непријатељу, као и претходне године у бици код Кустоце. Пијемонт није добио подршку, коју је очекивао од мањих италијанских државица.
Пијемонтска војска је била потиснута до подножја Алпи, а Аустријанци су заузели Новару, Верчели и Трино, па је на тај начин друм према Торину био отворен. Аустријски генерал Јулијус фон Хајнау заузео је Брешу. Краљ Пијемонта-Сардиније Карло Алберт је абдицирао у корист свога сина Виктора Емануела II, који је касније постао први краљ уједињене Италије.
Мировни споразум је склопљен 9. августа 1849. Пијемонт је морао да плати Аустрији ратну штету од 65 милиона франака .